# Берругете, Педро
Педро Берругете (исп. Pedro Berruguete; ок. 1450, Паредес-де-Нава, Королевство Кастилия и Леон — 1503 или 1504, Паредес-де-Нава) — испанский художник, наиболее яркая фигура испанского искусства переходного периода от готики к эпохе Возрождения. Широко известен тем, что в первые годы инквизиции создавал религиозные образы для кастильских ретабло.
Сын художника Алонсо Берругете (1490—1561) стал скульптором, учился в Италии, работал в стиле маньеризма, и также создавал резные из дерева и гипса ретабло с росписью и позолотой. Из-за известности, полученной Алонсо, Педро Берругете стали называть «Берругете Старший» (Berruguete el Viejo). Упоминается также под прозваниями «Petrus spagnuolus» или «Pietro spagnolo», что переводится как Педро Испанец. Известны и другие художники, члены семьи Берругете.

## Биография
Педро Берругете предположительно учился живописи в Саламанке у Фернандо Гальего. В 1480 году Педро путешествовал по Италии, работал при дворе Федерико III да Монтефельтро, герцога Урбинского. В Урбино Берругете трудился вместе с Юстусом ван Гентом над серией портретов современников «Знаменитые мужи», познакомился с творчеством Мелоццо да Форли и Пьеро делла Франческа. Берругете вернулся в Испанию в 1482 году и писал картины в нескольких городах, включая Толедо и Авилу. Работал в соборе Св. Марии Толедской. По заказу Торквемады расписал центральный алтарь монастыря Св. Фомы в Авиле. Также работал в храме Вознесения в Санта-Мария-дель-Кампо, в монастыре Мирафлорес под Бургосом. Последние годы жизни трудился в родном городе.
Точная дата смерти художника неизвестна, вероятно, около 1503—1504 годов. Возможно, он умер в Мадриде, хотя никаких поддающихся проверке документов, подтверждающих это, найдено не было.

## Творчество
Отсутствие подписей, дат и подтверждающих документов затрудняет атрибуцию картин художника. Многие произведения приписывают Берругете на основании его уникального стиля, а некоторые были идентифицированы по косвенным источникам. Считается, что из-за большого количества его картин, находящихся в Авиле, Берругете мог основать там в 1490-х годах собственную мастерскую. При дворе Федерико да Монтефельтро с 1480 года в Урбино, он сотрудничал с Юстусом из Гента. Поэтому исследователи склоняются к тому, что стиль художника под прозванием «Педро Испанец» (Petrus spagnuolus), работавшего для герцога в этот период, соотносится со стилем Педро Берругете в его более поздних картинах, но некоторые из этих произведений приписывают Юстусу из Гента.
В творчестве Берругете соединяются традиции итальянского, фламандского и испанского искусства. Нидерландские традиции сказались в тщательно отделанных натуралистических деталях, испанские — в декоративных качествах локальных цветовых отношений, использовании позолоты, текстуры узорчатых тканей.
Последним заказом Педро Берругете был главный алтарь собора Авилы, который художник не смог закончить из-за своей смерти. Он написал для этого произведения несколько картин с эпизодами из жизни Христа для алтаря и фигуры патриархов для пределлы. Эти картины, возможно, отражают стиль, преобладавший в Кастилии в то время, в них использован золотой фон и несколько жёсткие контуры. Фигуры имеют более массивную форму, чем в предыдущих работах, возможно, для того, чтобы выделяться на расстоянии в пространстве храма. После смерти мастера алтарь был завершён Хуаном де Боргонья.

## Галерея

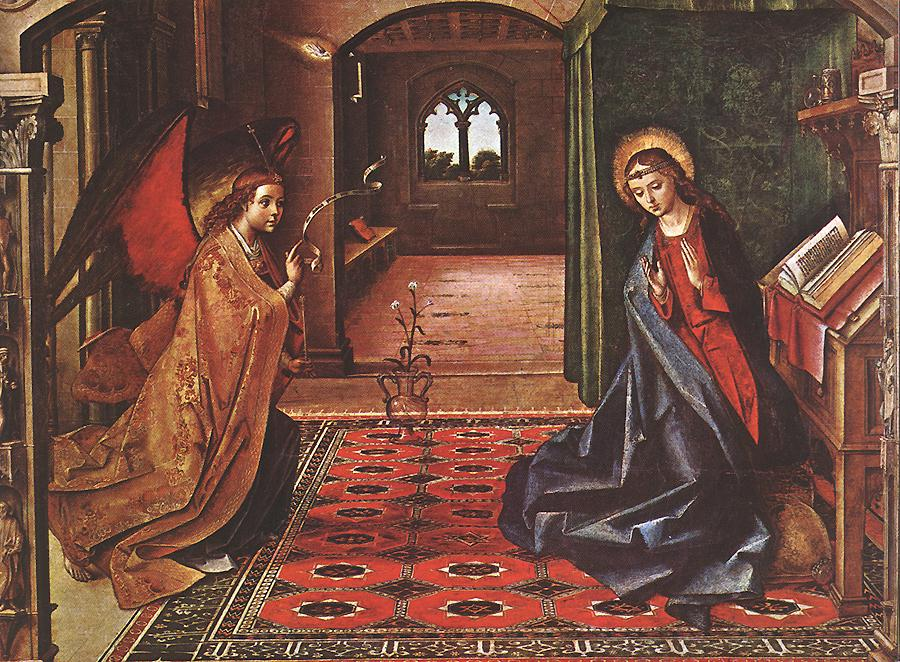
Благовещение. 1490-е гг. Дерево, масло. Картезианский монастырь Мирафлорес, Бургос
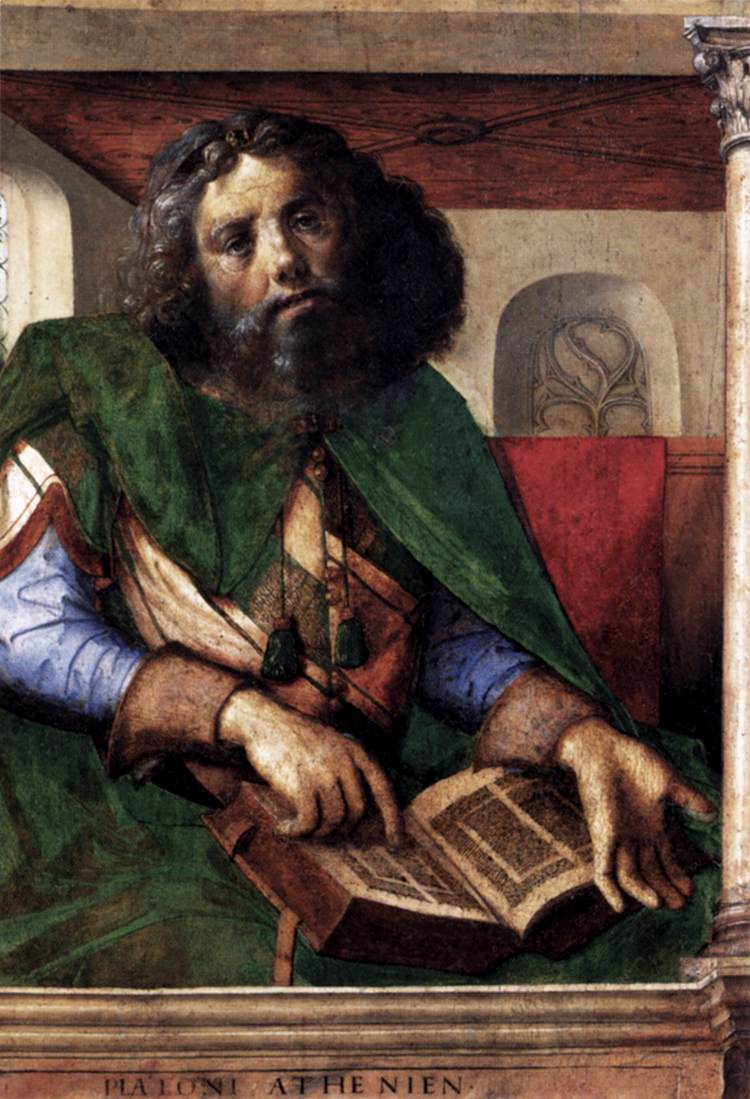
Педро Берругете. Платон. Ок. 1477 г. Дерево, масло. Лувр, Париж
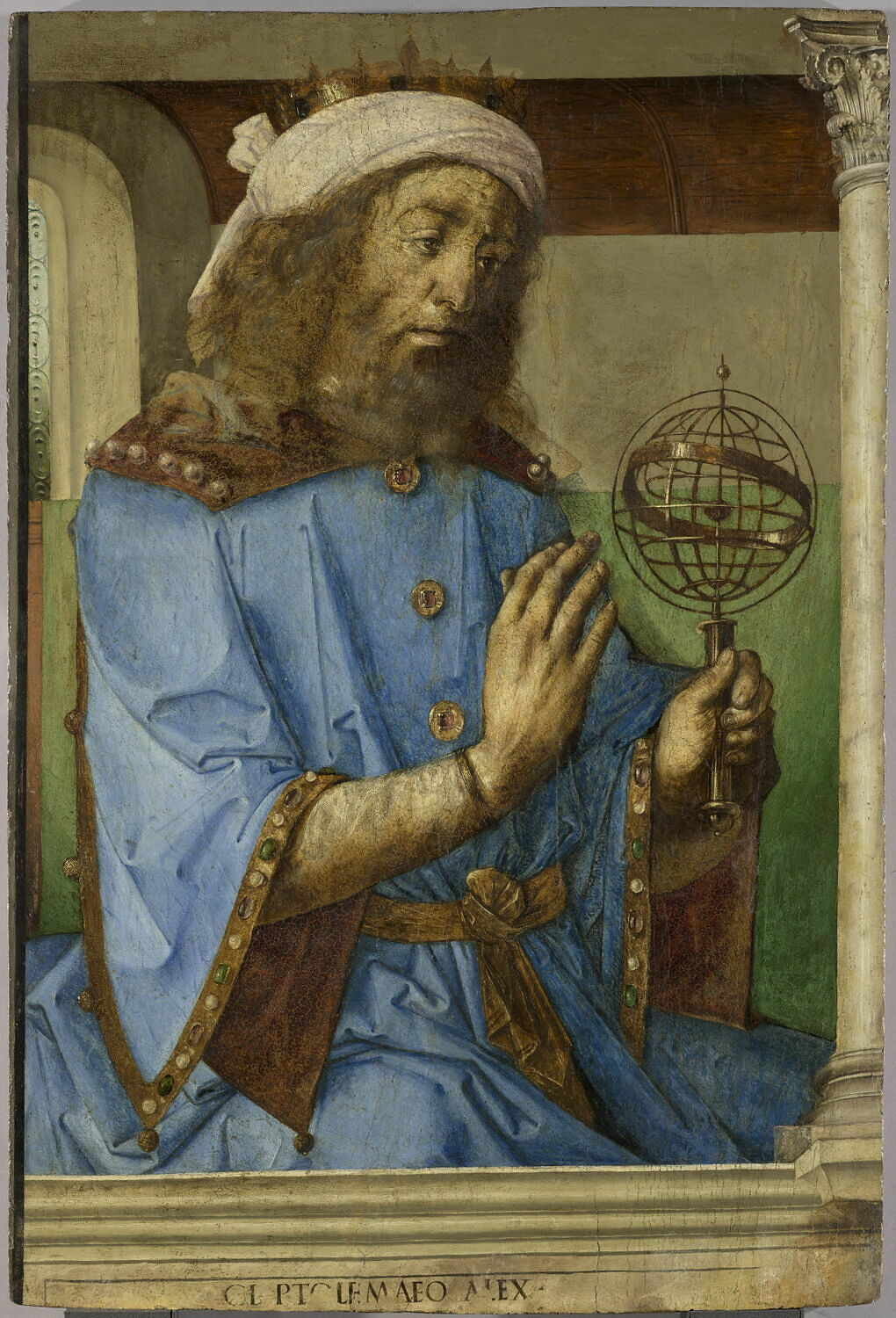
Птолемей с армилярной сферой. 1476. Дерево, масло. Лувр, Париж
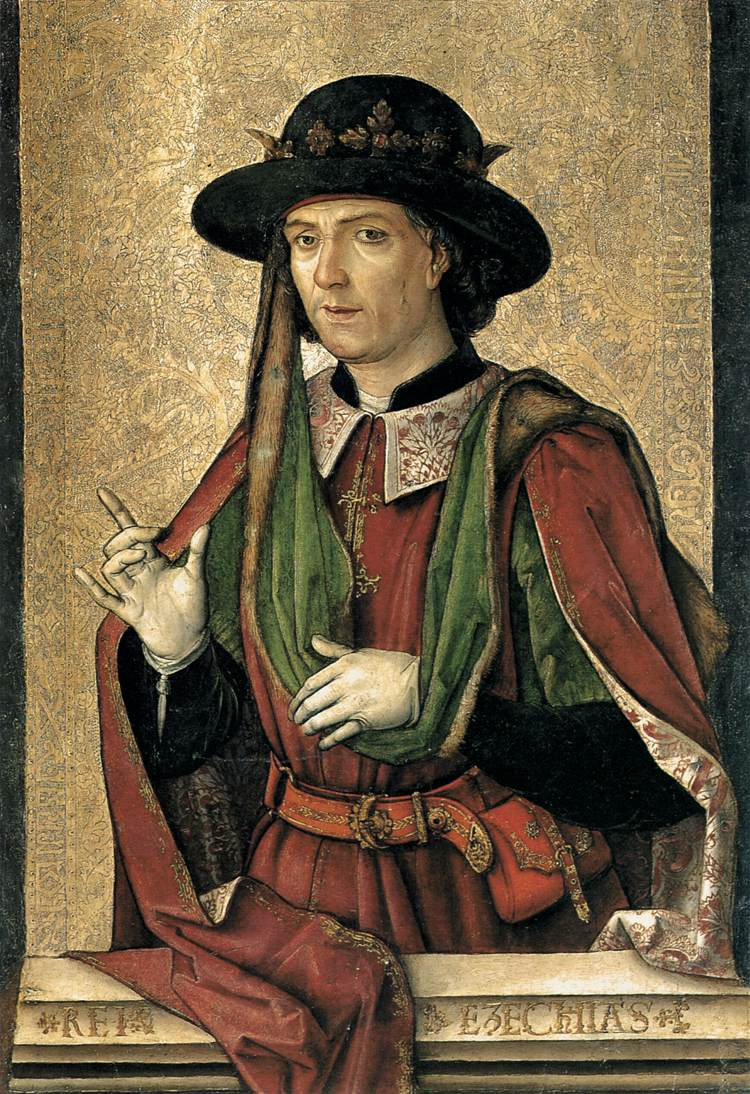
Пророк Иезекииль. Ок. 1500 г. Дерево, масло. Церковь Святой Евлалии, Паредес-де-Нава
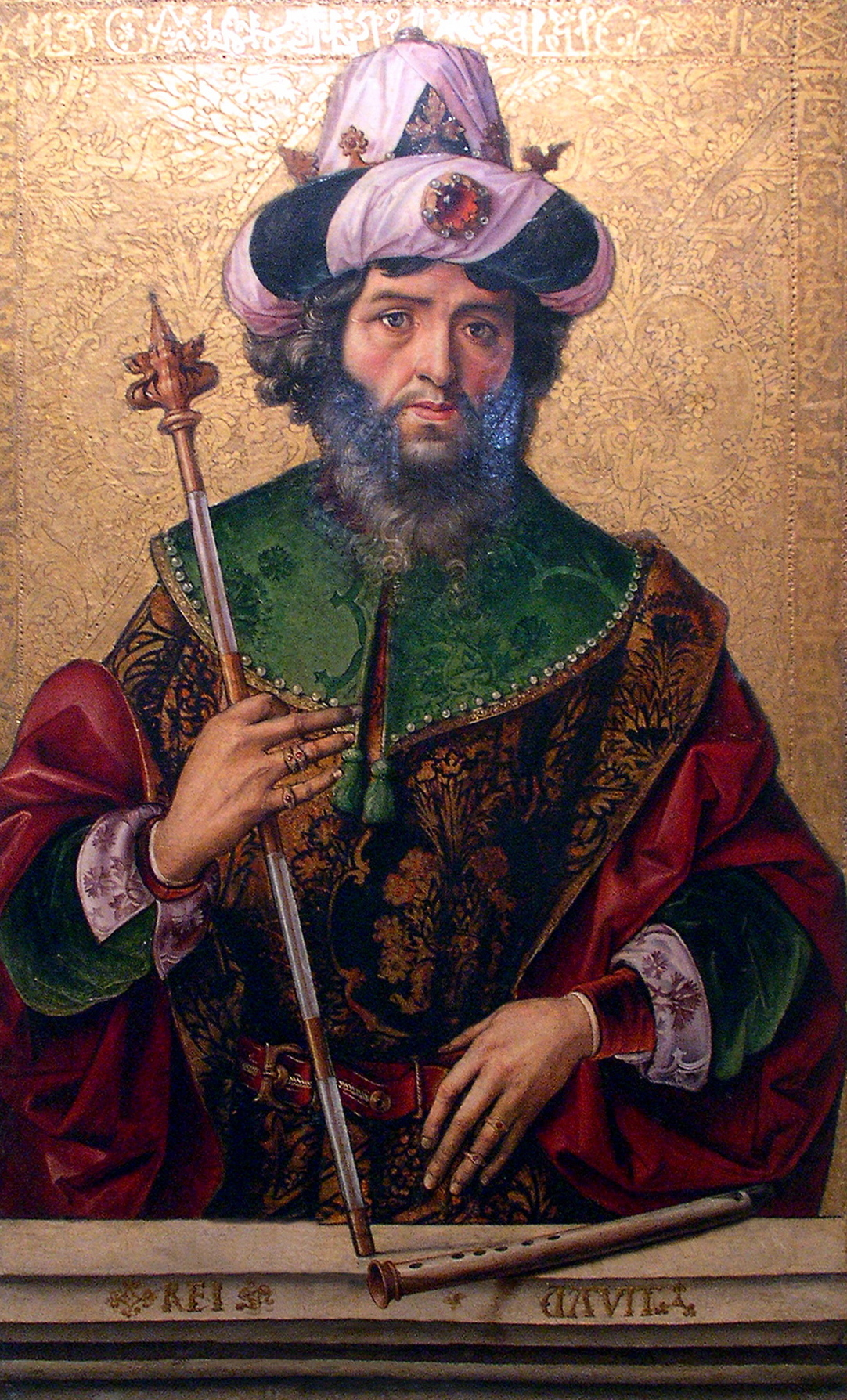
Царь Давид. Ок. 1500 г. Дерево, масло. Часть пределлы ретабло собора в Паредес-де-Нава
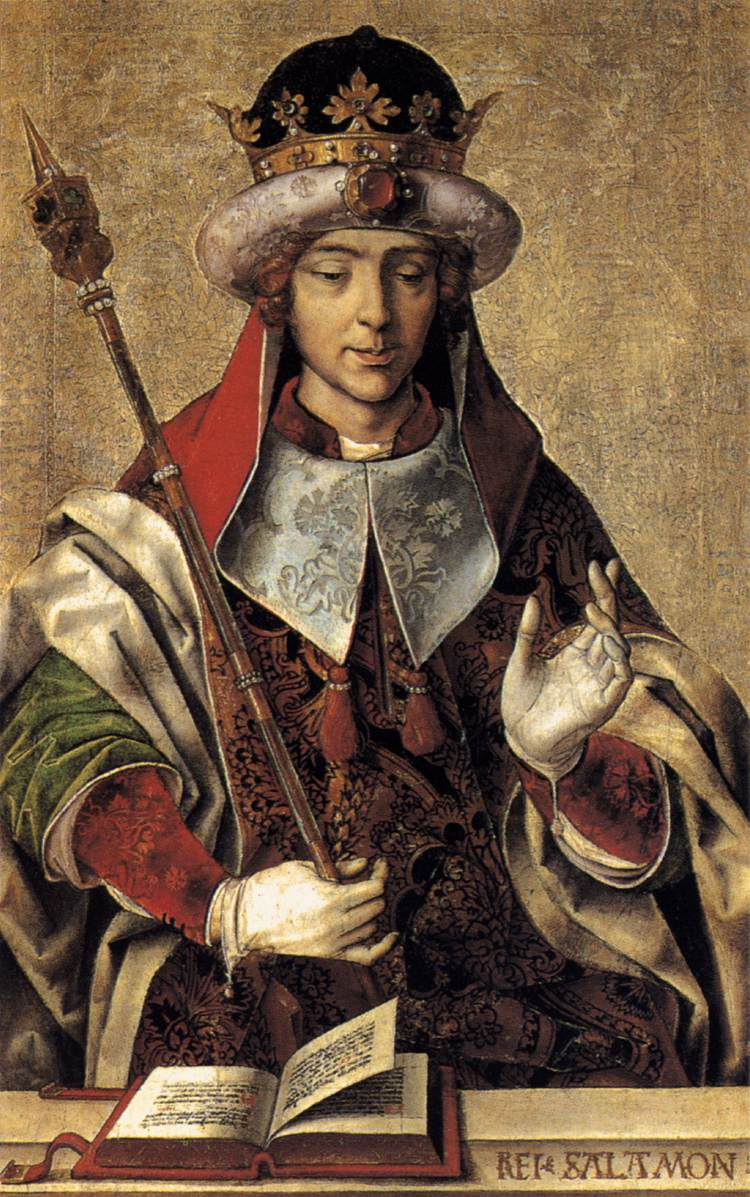
Царь Соломон. Ок. 1500 г. Дерево, масло. Церковь Святой Евлалии, Паредес-де-Нава
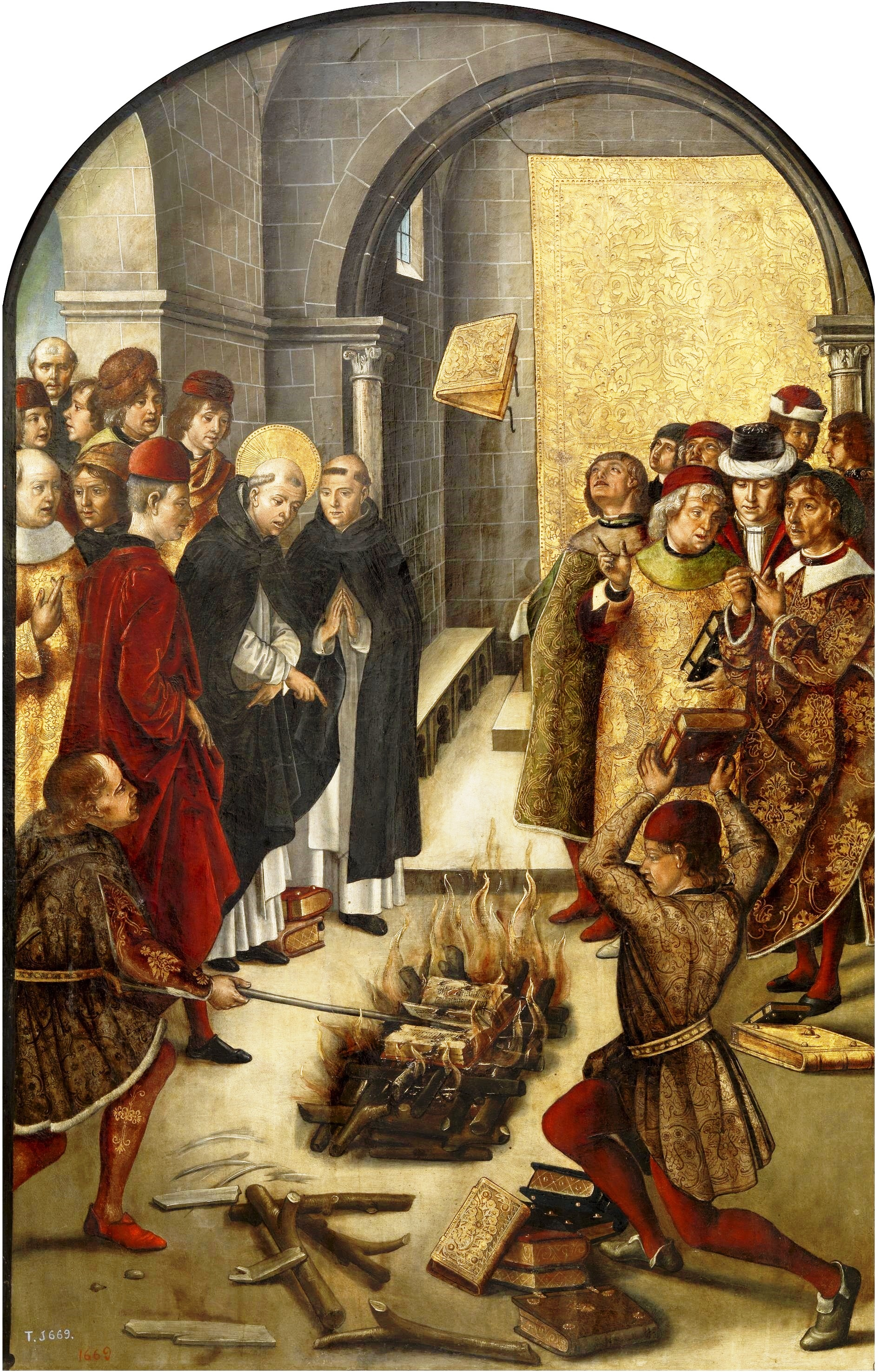
Святой Доминик и альбигойцы. Между 1493 и 1499 гг. Дерево, масло. Прадо, Мадрид